# Herniaria erckertii
Herniaria erckertii är en nejlikväxtart. Herniaria erckertii ingår i släktet knytlingar, och familjen nejlikväxter.

## Underarter
Arten delas in i följande underarter:
- H. e. erckertii
- H. e. pulvinata
- H. e. dewetii
- H. e. dinteri